# روجر ماسون
روجر ماسون (بالإنجليزية: Roger Mason)‏ هو لاعب كرة قاعدة أمريكي، ولد في 18 سبتمبر 1958 في بيلايري في الولايات المتحدة.

## وصلات خارجية
- روجر ماسون على موقعبيزبول رفرنس.كوم (الدوري الرئيسي) (الإنجليزية)
- روجر ماسون على موقع مشجعي الرسوم البيانية (الإنجليزية)